# Uppsala kontrakt
Uppsala kontrakt är ett kontrakt i Uppsala stift inom Svenska kyrkan.
Kontraktskoden är 0101.

## Administrativ historik
Kontraktet bildades 1962 av församlingar som ingått i Uppsala domprosteri och Vaksala kontrakt:
- Helga Trefaldighets församling
- Uppsala domkyrkoförsamling
- Vaksala församling
- Danmarks församling som 2010 uppgick i Danmark-Funbo församling
- Gamla Uppsala församling
- Funbo församling som 2010 uppgick i Danmark-Funbo församling

1974 utbröts Gottsunda församling ur Helga Trefaldighet. 
Från och med 2014 bildar kontraktet med undantag för Danmark-Funbo församling ett gemensamt pastorat, Uppsala pastorat.
2018 tillfördes
från då upplösta Upplands östra kontrakt:

Almunge pastorat med
- Almunge församling
- Faringe församling
- Knutby-Bladåkers församling}

från då upplösta Olands och Frösåkers kontrakt:

Rasbo pastorat med
- Rasbo församling som 2019 uppgick i Rasbo-Rasbokils församling
- Rasbokils församling som 2019 uppgick i Rasbo-Rasbokils församling
- Tuna församling
- Stavby församling